# Бенье

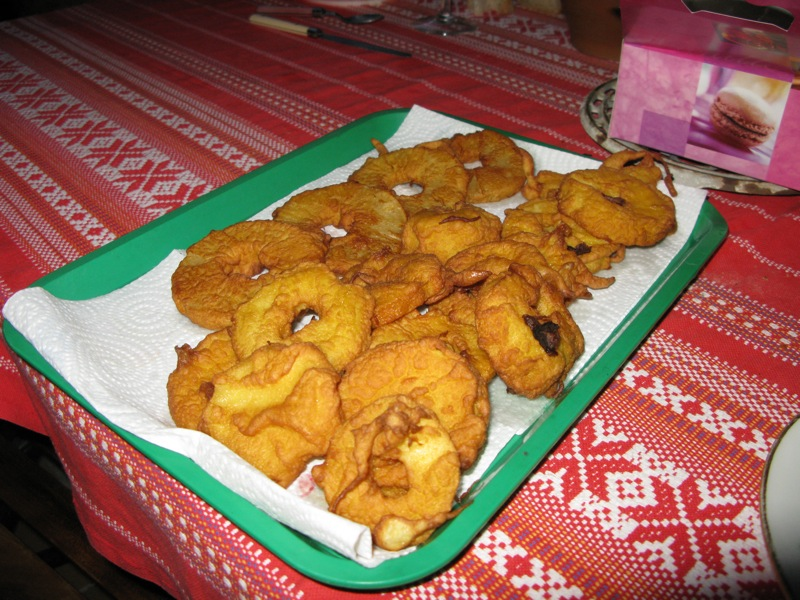
Ананасовое бенье

Бенье́ (фр. beignet, от фр. beigne — «пощёчина») — французское название блюд, приготавливаемых обжариванием во фритюре различных продуктов, предварительно окунаемых в кляр, преимущественно фруктов и овощей. Бенье без начинки — пончики. В американской кухне похожие блюда носят название «фриттеры», и на английском бенье называются «французские фриттеры». Яблочное бенье «апфелькюхле» — традиционный десерт на юге Германии.
В кулинарной книге «Поварское искусство» 1902 года обнаруживаются многочисленные рецепты фруктовых бенье. Для приготовления абрикосового бенье плоды очищают от кожицы, разделяют на половинки, посыпают ванильным сахаром, добавляют ром или коньяк и выдерживают непродолжительное время. Обсушенные в салфетке фрукты обваливают в миндальной крошке, погружают в кляр и затем опускают в горячий фритюр. Перед подачей дают стечь жиру, готовое бенье выкладывают на блюдо горкой и обсыпают сахарной пудрой. Жареные, как бенье, цветки, например, акации или тыквы, называются «цветочным бенье».